# Josep Fèlix Ballesteros
Josep Fèlix Ballesteros Casanova (Tarragona, 27 de diciembre de 1959) es un psicopedagogo español perteneciente al Partido de los Socialistas de Cataluña. Fue alcalde de Tarragona del año 2007 al 2019. También fue diputado provincial en la Diputación de Tarragona ocupando la vicepresidencia primera. Actualmente es concejal del Ayuntamiento de Tarragona.

## Biografía

### Inicios
Estudió en la Facultad de Ciencias Físicas de la Universidad de Barcelona, pero su militancia en grupos ecologistas y su oposición a la energía nuclear lo hicieron abandonar estos estudios en el tercer curso, optando por una formación académica de carácter humanista. Durante los años de formación universitaria compaginó sus estudios con diversos trabajos a tiempo parcial para poder financiar su carrera. Se licenció en Ciencias de la Educación por la Universidad Rovira i Virgili de Tarragona (1982), formando parte seguidamente de la plantilla de profesores de Educación Integrada de la Organización Nacional de Ciegos de España (ONCE). 
Comprometido con los movimientos juveniles y su ciudad, fue nombrado vicesecretario del Consejo Municipal de la Juventud entre 1981 y 1983. Fue nombrado concejal de Cultura, Juventud y Fiestas (1987-1989) por el entonces alcalde, Josep Maria Recasens. Más tarde fue concejal en la oposición (1989-1999). En 1999 dejó la política municipal para dedicarse exclusivamente a su actividad profesional de psicopedagogo (1999 - 2003). 

### Alcalde de Tarragona y otras responsabilidades

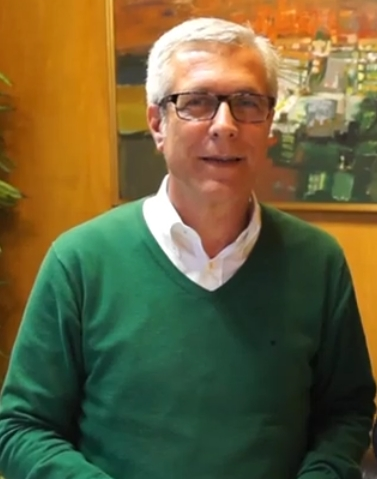
Ballesteros en 2015.

En 2003 volvió a la política municipal como candidato por el PSC a la alcaldía de Tarragona. En las elecciones municipales de 2003 quedó muy cerca de ganar la alcaldía, pero esta volvió a ser para Joan Miquel Nadal, de Convergència i Unió. Durante los cuatro años de legislatura ejerció como portavoz en la oposición del PSC, y durante el mismo periodo ocupó diversas responsabilidades internas dentro de su partido. Fue designado secretario general del PSC de Tarragona, responsabilidad que aún ejerce. 
Finalmente, en las elecciones municipales de 2007 obtuvo la victoria y, habiéndose quedado a las puertas de la mayoría absoluta, accedió a la alcaldía. Tras las elecciones municipales de 2011, que ganó con mayoría simple, siguió ejerciendo como alcalde de Tarragona, y desde junio de 2014 hasta julio del mismo año presidió la comisión gestora del PSC -tras la dimisión de su líder, Pere Navarro, y hasta que se eligió a su sucesor, Miquel Iceta.
En las elecciones municipales de 2015 ganó por tercera vez los comicios, revalidando de nuevo la alcaldía de Tarragona y firmando un pacto de gobierno con el PP, pacto que se denominó "Tarragona és futur" (Tarragona es futuro), en el que se aparcaban sus ideas y diferencias políticas para dar prioridad a importantes temas a los que se enfrentaba la ciudad. Durante la legislatura 2015-2019, los representantes de ERC en el Consistorio tarraconense presionaron a Ballesteros para que rompiera el pacto con el PP y se apoyara en ellos. Pese a ello, Ballesteros mantuvo el pacto con el PP hasta el final de su mandato, en 2019. 

### Marcha de la alcaldía y líder de la oposición. Imputación en el caso "Inipro".
Tras las elecciones municipales de 2019, pese a haber ganado las elecciones por la mínima, no pudo lograr formar gobierno municipal, ya que el candidato de la segunda fuerza  más votada, Pau Ricomà, de ERC, empatado en número de concejales con el PSC, le arrebató la alcaldía tras llegar a un acuerdo de gobernabilidad con En Comú Podem, formando un gobierno municipal que recibió los apoyos de Junts per Catalunya y la CUP, obteniendo así la mayoría absoluta requerida para obtener la alcaldía.
Después de haber dirigido la ciudad durante doce años, Josep Fèlix Ballesteros pasó a la oposición junto a su grupo municipal.
En diciembre del 2020, la Fiscalía Provincial de Tarragona le pide una pena de prisión de cinco años y ocho meses. En su escrito de acusación, la Fiscalía imputa a Ballesteros los delitos de prevaricación, malversación de caudales públicos, fraude, falsedad en documento público y falsedad en documento mercantil en la causa  sobre un contrato firmado en 2010 entre el "Institut Municipal de Serveis Socials" (IMSS) y la empresa Inipro, y que se prorrogó durante dos ejercicios consecutivos por un montante global de 276.000 euros. Oficialmente, el contrato tenía como objetivo «la intervención y potenciación del asociacionismo de la población recién llegada a la ciudad», pero las diligencias ordenadas por el juez desde 2013 sospechan que se podrían haber desviado recursos en beneficio de varias alcaldías del PSC de principios de la pasada década, como la de Tarragona o Viladecans.

### La persona
En 1983 contrajo nupcias con Cruz, y de la unión nacieron sus dos hijos, Oriol y Laura. Es católico practicante. A pesar de la intensa actividad pública desarrollada en los últimos veinte años, nunca ha dejado de lado su dedicación profesional como psicopedagogo y profesor de educación integrada en la ONCE, como tampoco su actividad investigadora en el campo de la educación especial. Ha participado como docente en diferentes seminarios especializados y cursos de formación. Autor de diversas ponencias presentadas en el ámbito universitario, ha participado en la elaboración de cuatro estudios sectoriales sobre los mecanismos y procesos de aprendizaje de niños y jóvenes con deficiencias auditivas y visuales. Ha publicado artículos científicos y es columnista habitual de temas políticos en diversos medios escritos, además de tertuliano de radio y televisión. En colaboración con una periodista ha publicado su primer libro, en el que narra su trayectoria vital y política desde el año 1983 hasta la actualidad. En cuanto a su faceta más personal, es socio del Club Gimnàstic de Tarragona y del Real Club Náutico de Tarragona, así como de diversas asociaciones culturales.